# 스타십 트루퍼스 (영화)
《스타십 트루퍼스》(영어:  Starship Troopers)는 1997년에 개봉한 전쟁, SF, 액션 영화로, 로버트 A. 하인라인이 1959년작 동명 소설을 기반으로 만들어진 영화이다.

## 줄거리
미래에, 지구는 수 세대 전 사회적 불안정과 민주주의 국가 간의 갈등으로 문명이 파멸 직전까지 간 후 설립된 군사정권인 통합 시민 연맹에 의해 통치된다. 시민권은 연방 복무를 통해 독점적으로 얻어지며, 이는 투표권과 생식권과 같은 권리를 부여한다. 이러한 권리는 일반 시민들에게는 부여되지 않는다. 이제 성간 이동이 가능한 인류는 은하계를 적극적으로 식민화하며, 이로 인해 "아라크니드" 또는 경멸적으로 "버그"라고 불리는 고도로 진화한 곤충형 생명체들과 충돌하게 된다.
부모의 반대에도 불구하고, 십대 운동선수 조니 리코는 여자친구인 우주선 조종사 카르멘 이바네즈와 가까이 지내기 위해 연맹의 "기동 보병대"에 입대한다. 그들의 초능력 친구 칼 젠킨스는 군사정보부에 합류하고, 리코를 사랑하는 이자벨 "디지" 플로레스는 의도적으로 그의 소대로 전입한다. 카르멘은 서로 다른 직업 경로와 동료 조종사 잰더 바르칼로우에 대한 커져가는 감정 때문에 리코와의 관계를 끝낸다. 훈련 중, 리코는 훈련 교관 짐에게 깊은 인상을 주어 분대장으로 진급한다. 그러나 리코의 잘못된 판단으로 인해 한 분대원이 실수로 사망하고 다른 한 명은 사직하게 되어 그는 강등되고 태형을 선고받는다. 낙심한 리코는 그만두지만, 아라크니드들이 보낸 소행성이 부에노스아이레스를 파괴하여 그의 부모를 포함한 수백만 명을 죽였다는 소식을 듣고 다시 입대한다.
아라크니드의 모행성 클렌다투에 침공 부대가 배치되지만, 군사정보부는 아라크니드의 방어 능력을 과소평가하여 수십만 명의 인명 피해를 낸다. 심한 부상을 입은 리코는 그의 전 고등학교 교사인 진 라스작 중위에게 구조되지만, 잘못 보고되어 사망 처리되어 카르멘을 절망시킨다. 회복 후, 리코, 디지, 그리고 분대원 에이스 레비는 라스작의 정예 부대인 "러프넥스"에 재배치된다. 분쟁 중인 탱고 우리야 행성에서 리코가 거대한 "탱커 버그"를 물리친 후, 그는 용맹함으로 인해 하사로 진급하고 디지와 로맨틱한 관계를 시작한다.
아라크니드가 점령한 플래닛 P에서 조난 신호에 응답한 러프넥스는 아라크니드에 의해 황폐화된 전초기지를 발견하고 버그들의 기습을 받는다. 카르멘과 잰더는 드롭십으로 살아남은 러프넥스를 구하지만, 디지가 아라크니드에게 치명적으로 찔리고 리코는 상처 입은 라스작을 안락사시킨다. 그룹은 P 궤도에 집결된 함대로 돌아오고, 그곳에서 디지의 추도식이 거행된다.
이제 대령이 된 젠킨스는 러프넥스가 고의적으로 함정에 빠지도록 명령받았다고 밝히며, 이는 다른 버그들을 전략적으로 지휘하는 지능적인 아라크니드인 "브레인 버그"의 존재를 확인하기 위한 필요한 희생이었다고 정당화한다. 그는 리코에게 러프넥스의 지휘권을 주고 그를 중위로 전장 진급시키며, P로 돌아가 브레인 버그를 포획하라고 지시한다. 전투가 시작되자 카르멘의 우주선은 아라크니드에 의해 파괴되지만, 그녀와 잰더를 태운 탈출 포드가 지하 터널 시스템에 추락한다. 두 사람은 아라크니드에게 잡히고, 브레인 버그는 잰더의 뇌를 흡수하여 그의 지식을 얻는다. 리코는 자신의 분대에게 임무를 완수하도록 지시하고, 그와 에이스, 그리고 분대원 왓킨스는 카르멘을 구출하고 소형 핵폭탄으로 아라크니드들을 저지한다.
아라크니드들이 왓킨스를 공격하여 치명상을 입히는 동안 브레인 버그는 탈출하고, 왓킨스는 팀원들이 탈출하는 동안 폭탄을 폭발시켜 자신을 희생한다. 지상에서 그들은 짐이 브레인 버그를 포획했으며, 집결된 병사들은 젠킨스가 브레인 버그가 두려워하고 있음을 정신적으로 감지하자 환호한다. 선전 방송은 브레인 버그의 비밀을 알아내고 인류의 승리를 보장하기 위해 브레인 버그가 침습적으로 연구되고 있다고 자세히 설명한다. 이 광고는 시청자들에게 전쟁에 참여하여 자신의 역할을 다하여 이제 자신의 우주선의 선장이 된 카르멘과 열정적으로 병사들을 다음 전투로 이끄는 리코처럼 되라고 권장한다.

## 배역
- 캐스퍼 밴 디엔: 조니 리코
- 디나 메이어: 디지
- 데니즈 리처즈: 카르멘
- 제이크 부시: 에이스
- 닐 패트릭 해리스: 칼
- 클랜시 브라운: 짐
- 세스 길리엄: 슈거 왓킨스
- 패트릭 멀둔: 젠더 바칼로
- 마이클 아이언사이드: 진 라스작

## 한국판 성우진

### KBS(2000년 8월 12일)
- 홍시호 - 자니 리코(캐스퍼 반 디엔)
- 차명화 - 디지 플로레스(디나 마이어)
- 조진숙 - 카르멘 이바네즈(데니즈 리처즈)
- 강수진 - 칼 젠킨스(닐 패트릭 해리스)
- 김준 - 에이스 레비(제이크 부시)
- 이근욱 - 짐 상사(클랜시 브라운)
- 전인배 - 슈거 왓킨스(새스 길리엄)
- 오세홍 - 젠더 바캘로(패트릭 멀둔)
- 강구한 - 진 레스첵(마이클 아이언사이드)
- 탁원제 - 자니의 아버지(크리스토퍼 커리) / 총지휘관(딘 노리스) / 오웬 장군(마샬 벨)
- 이규화 - 함선 선원(패트릭 비숍) / 시스템 음성
- 이진화 - 델라디어 함장(브렌다 스트롱) / 자니의 엄마(르노어 캐스도프) / 학교 선생(루 매클래너핸)
- 김옥경 - 카트리나(블레이크 린드슬리) / 카알의 엄마 / 안내 방송
- 홍승섭 - 키튼(맷 레빈)
- 김정주 - 카르멘의 동료 조종사(에이미 스마트)
- 서문석 - 슈지미(안소니 뤼비바)
- 김관진 - 브렉킨리지(에릭 브러스코터)
- 배정미 - 여군(밀린 브룩스)
- 박정민 - 군인(커널 오리시오)
- 원호섭 - 브론스키(테오 스무트) / TV 방송 음성(존 컨닝햄)
- 정현경 - 디아나디(타미 아드리안 조지)

### SBS(2005년 10월 15일)
- 김영선 - 자니 리코(캐스퍼 반 디엔)
- 이선 - 카르멘 이바네즈(데니즈 리처즈)
- 우정신 - 디지 플로레스(디나 마이어)
- 손정아
- 이명숙
- 장승길
- 황윤걸
- 이선호
- 이재정
- 윤복성
- 조예신
- 송준석
- 이상범
- 박찬희